# موزی‌گله
موزی گله روستایی است از توابع بخش مرکزی شهرستان بابل استان مازندران. روستای موزیگله در ۵ کیلومتری شرق بابل جاده کیاکلا قرار دارد. موزی نام درختی هست که در قدیم در این روستا قرار داشت.از قدیمی های محل خاندان ،  محمودی .جعفری گله اصغري سليماني. اكبرنژاد ريكنده.. علیجان زاده روشن یحیی نژاد گله اسدی رمي شاکری يزداني طالبي رحيمي اسدپور حسين پور مقدسي حسینی شوب محله طالبي و اصغرزاده اميردهي می باشد. روستای موزیگله دارای دو آب بندان در ضلع شمالی می باشد که جهت مصارف کشاورزی و آبیاری شالیزار همچنین پرورش ماهی استفاده میشود. در ضلع جنوبی روستای کلمدان و در ضلع غربی روستای سلطان محمد طاهر ودر ضلع شمال غربی با روستای بزرگ رمنت و در ضلع غربی با روستای کپورچال و در ضلع شمالی با روستای سلیمان کلا همجوار میباشد.شغل اصلی کشاورزی و باغداری میباشد. برنج و مرکبات و سبزیجات محصولات این روستا می باشد. زبان روستای موزیگله طبری و بابلی و شیعه دوازده امامی می باشد.

## جمعیت
این روستا در دهستان فیضیه قرار دارد و براساس سرشماری مرکز آمار ایران سرشماری عمومی نفوس و مسکن در سال ۱۳۹۵ ، جمعیت آن ۷۵۰  نفر (۱۸۰خانوار) بوده‌است.